# Станчев Михайло Георгійович
Миха́йло Гео́ргійович Ста́нчев (нар. 28 квітня 1953) — науковий співробітник і викладач СПІ, ХАІ та інших вищих навчальних закладів УРСР і СРСР, в 90-ті та на початку 2000-х рр. — керівник ряду зовнішньоекономічних установ України, член міжурядової спільної комісії МЗС України та Міністерства економіки України з міжнародного співробітництва, зовнішньоекономічної діяльності та європейської інтеграції (2003-2016), член Правління Української асоціації європейських студій (2016) та Наукового товариства з історії дипломатії та міжнародних відносин (2017), організацій із зв'язків з Болгарією тощо. Доктор історичних наук (з 2000 р.), професор (2015), іноземний член Болгарської академії наук (2013), завідувач кафедри Нової та Новітньої історії Харківського національного університету ім. В. Н. Каразіна. Член Союзу вчених та Історичного товариства Республіки Болгарія. Гість-дослідник Інституту історичних досліджень Болгарської академії наук, гість- професор Софійського і Нового болгарського університетів.(2022-2023).

## Освіта
Народився 28 квітня 1953 р. в селі Тахірколь Ариського району Південно-Казахської (нині — Шимкентської) області Казахської СРР, куди були депортовані його батьки під час сталінських репресій. Його дід — Микола Маркович загинув у 1942 р. в таборі смерті «Івдельлаг», що у Свердловській області. Бабуся та мати залишились навічно у казахстанській землі. Після смерті Сталіна у 1956 р. батько з трьома дітьми повертається до рідного села Кортен у Молдові, де Михайло закінчив середню школу. У 1975 р. закінчив історичний факультет та аспірантуру Харківського державного університету ім. О. М. Горького. Там, в університеті він почав цікавитись історією Болгарії.
Спеціалізувався у Софійському університеті (1988-1989 рр.). Захистив кандидатську дисертацію (1982 р.) в ХДУ під науковим керівництвом професора Георгія Миколайовича Попова та докторську  дисертацію (2000 р.), в Інституті історії Болгарської академії наук.
Під час державної служби закінчив Академію держслужби при Президенті України та кваліфікаційні курси при Академії зовнішньої торгівлі України.

## Діяльність
Працював у Севастопольському приладобудівному інституті на кафедрі історії КПРС і наукового комунізму. З 1976 по 1991 рр. — асистентом, старшим викладачем, доцентом кафедри історії КПРС (а потім історії і політології) Харківського авіаційного інституту.
З 1991 по 1996 рр. — голова міжнародного відділу Харківського міськвиконкому. Депутат Харківської міської ради (1990—1994 рр.). Викладав (за сумісництвом) Всесвітню історію дипломатії в Інституті сходознавства та міжнародних відносин «Харківський колегіум» (1995—1996 рр.). З 1997 р. — перший секретар Міністерства закордонних справ України. З 1998 по 2001 рр. був тимчасовим повіреним та політичним радником Посольства України в Болгарії. У 2001–2002 рр. — в.о. начальника відділу Південно–Східної Європи Міністерства закордонних справ України, а в 2002–2003 рр. — керівник управління міжнародного співробітництва, зовнішньоекономічних зв'язків та європейської інтеграції Харківської облдержадміністрації.
Працював (за сумісництвом) професором кафедри міжнародної економіки та міжнародних економічних відносин Харківського національного університету імені В. Н. Каразіна та професором кафедри міжнародного права Харківської юридичної академії (2002/2003). Читав лекційні курси: «Політична історія ХХ століття», «Міжнародні відносини на сучасному етапі», «Історія дипломатії», «Основи консульської та дипломатичної служби», «Дипломатичний протокол». Викладає на кафедрі Нової та Новітньої історії історичного факультету ХНУ з травня 2012 р. за сумісництвом, у січні 2013 р. обраний головою цієї кафедри.
Автор 34 монографій та брошур, біля 400 наукових праць з історії та культури Болгарії, українсько-болгарського співробітництва, історії болгаристики та болгарської діаспори в Україні і державах СНД. Наукові праці професора М. Г. Станчева видаються українською, болгарською, російською, румунською, англійською, хорватською, литовською, польською та французькою мовами і знаходяться у 222 бібліотеках світу.
Голова міжреспубліканської асоціації вчених–болгаристів (1996–2006), заступник Голови комісії істориків України і Болгарії Національній академії наук України і Болгарській академії наук.. Один із засновників, науковий керівник Центру болгаристики та балканськіх досліджень ім. М. Дринова Харківського національного університету. З 2017 р. - головний редактор наукового міжнародного «Дриновського збірника» (спільний проект Харківського національного університету та Болгарської академії наук). Член міжнародних редакційних рад журналів «Исторически преглед» (орган Інституту історичних досліджень Болгарської академії наук), «Списание на БАН» та «Родознание» (Болгарська національна генеалогічна асоціація) та журналу "Исторически архив («Historical archives»), наукового збірнику «Многообразие в единство» («Diversity in unity») історичної секції Союзу вчених Болгарії.

## Нагороди
- Почесна відзнака Міністерства закордонних справ Болгарії «Золота лаврова гілка» — за особистий внесок у розвиток болгаро-українських відносин (2001);
- Почесний дипломом та нагорода «Золотий Меркурій» Європейської асоціації ділових кіл (Оксфорд, Англія) за персональний внесок у розвиток економіки України та євроінтеграційні процеси (2003);
- Почесний диплом Національної асоціації ділових кіл України та Східноукраїнської академії бізнесу — «Людина року» (2003 р.);
- Почесна відзнака «За заслуги перед БАН» (2004) та Золота медаль ім. М. Дринова на стрічці Болгарської академії наук (2006) — за внесок в дослідження болгарської історії та розвиток болгаристики в Україні та країнах СНД;
- Почесний диплом Асоціації болгар України «Людина року» в номінації «Видатні вчені» (2012) — за наукові досягнення щодо вивчення історії болгарської діаспори в Україні та країн СНД;
- Золота медаль імені В. Н. Каразіна Харківського національного університету імені В. Н. Каразіна (2013) — за розвиток університетської науки та на честь 60-річчя з дна народження (2013);
- Диплом стипендіата імені В. Н. Каразіна в галузі гуманітарних наук Харківської обласної державної адміністрації в номінації «Видатні вчені» (2015) — за особисті досягнення в галузі науки і вирішенні науково-технічних та соціально-економічних проблем Харківської області (2014).

## Головні публікації
- Чернявский Г. И., Станчев М. Г.  В борьбе против самовластия : Х. Г. Раковский в 1927—1941 гг. — Харьков, 1993. — 324с.
- Головко В. И.  Станчев М. Г., Чернявский Г. И. Между Москвой и Западом. Дипломатическая деятельность Х. Раковского.-Харьков. Око, 1994. — 384 с.
- Станчев М. Г., Чернявский Г. И. Фарс на крови. — Харьков, Око, 1997. — 286 с.
- Фельштинский Ю., Чернявский Г., Станчев М. Архив Л. Д. Троцкого Т.1-3 / Серия на публикации «Коммунистическая оппозиция в СССР». — Т. 1 — Харьков, Око, 1999. — 456 с.
- Фельштинский Ю., Чернявский Г., Станчев М. Архив Л. Д. Троцкого Т. 2 — Харьков, Око, 2001. — 476 с.
- Станчев М. Д-р Кр. Раковски: политик, държавник, дипломат. — София, АИ «Марин Дринов» на БАН. 2004. — 314 с.
- Станчев М., Георгиев Л., Чолов П. и др. Василий Каразин: живот и дейност. София АИ «Марин Дринов», 2005. — 376 с.
- Станчев М. Г., Чернявский Г. И. Георгий Бакалов. Политическая биография (с культурологическим компонентом). София, 2006. — 420 с.
- Станчев М., Георгиев Л., Владева Л. Н. Н. Каразин. Дунав в пламъци / Дневник на кореспондента / Репортажи (1877—1878 г.). София, 2008. — 250 с.
- Станчев М. Г, Чернявский Г. И. Л. Д. Троцкий. Болгария и болгары. Акад. Изд-во «М. Дринов», 2008. — 354 с.
- Станчев М. Г.  Болгары в Российской империи, СССР, странах Балтии и СНГ. Том 1. Статистический сборник. София, 2009. — 618 с.
- Станчев М. Род Станчевых, с. Кортен, Республика Молдова. София, 2010. — 184 с.
- Георгий Иосифович Чернявский: биобиблиогр. указ. / сост.: Н. Н. Канистратенко, М. Г. Станчев, С. В. Евсеенко. Харьков, ХДАК, 2011. — 94 с.
- Чернявский Г. И., Станчев М. Г., Тортика (Лобанова) М. В. Жизненній путь Христана Раковского. Европеизм и большевизм: неоконченная дуєль. — М.: Центрполиграф, 2014. — 557 с.
- Фельштинський Ю, Станчев М. Третя світова: битва за Україну. Київ: Наш Формат, 2015. — 465 с. ISBN 978-617-7279-02-9
- Фельштинский Ю., Станчев М. Третья мировая. Битва за Украину. — К.: Наш формат, 2015. — 460 с.
- Felsztinski J., Stanczew M. Trzecia wojna swiatowa? Bitwa o Ukraine. — Poznan: Dom wydawniczy rebis, 2015. — 431 p.
- Станчев М. Г. Болгары в Российской империи, СССР, странах Балтии и СНГ. Биографическая энциклопедия. — Т. 2. — Харьков, 2016. — 592 с.
- Yuri Felshtinsky, Michael Stanchev. Blowing up Ukraine: The Return of Russian Terror and the Threat of World War III. London: Gibson Square Books Ltd. 304 p. ISBN 9781783341917.   ;
- Felštinskij J., Stančev M. Trečiasis pasaulinis. Mūšis dėl Ukrainos.  Vilnius: Briedis. 2022. 320 p/ ISBN: 9789955269830;
- Felshtinski Y., Stancev M. Ucrania: la primera batalla de la Tercera Guerra Mundial. Barselona: Ediciones Deusto, 2022. 448 p. ISBN 978-84-234-3419-
- Felstinski J., Stanchev M. Bitka za Ukrajinu. Treci svjetski rat? Zagreb, Stilus, 2022.
- Фельштинский Ю., Станчев М. Третья мировая: битва за Украину. К.: Наш формат, 2022.
- Фельштинський Ю., Станчев М. Третя світова: битва за Україну. К.: Наш формат, 2022
- Фелштински Ю., Станчев М. Трета световна: битката за Украйна. София: изд-во на Нов български университет, 2022. 465 с.
- Ю. фельштинский. М. Станчев , Г. Чернявский. Троцкий против Сталина. Эмигрантский архив Льва Троцкого в 3 томах (4 книгах) 1927 - 1928 гг. ISIA Media Verlag (Leipzig, Dtuschland). 2024.
- Tomáš Lemešani, Michail Stančev, Jurij Felštinskij. Ukrajina v plamenech. Praha: Euromedia Group, 2024. 422 p.